# 美國憲法第九修正案

国家档案和记录管理局典藏的修正案原稿

《美利堅合眾國憲法》第九修正案（英語：Ninth Amendment to the United States Constitution）簡稱「第九修正案」（Amendment IX），是美国权利法案的一部分，保留了宪法所没有规定的公民权利。

## 内容
The enumeration in the Constitution, of certain rights, shall not be construed to deny or disparage others retained by the people.
译文：本宪法对某些权利的列举，不得被解释为否定或轻视由人民保留的其他权利。